# Кордоновка
Кордоновка (укр. Кордонівка) — село на Украине, основано в 1267 году, находится в Ружинском районе Житомирской области.
Код КОАТУУ — 1825283202. Население по переписи 2001 года составляет 48 человек. Почтовый индекс — 13640. Телефонный код — 4138. Занимает площадь 0,215 км².

## Адрес местного совета
13640, Житомирская область, Ружинский р-н, с.Дергановка ул.Центральная, 2